# Самокат
Самокат — уличное транспортное средство, приводимое в движение человеком, с рулём, декой и колесами, приводимыми в движение наездником, отталкивающимся  от земли ногой. В более традиционном значении под самокатом понимается транспорт, приводимый в движение мускульной силой — с помощью отталкивания ногой от земли. Однако в последнее время получили широкое распространение электросамокаты, для которых основным (и единственным практичным) способом использования является движение с помощью электромотора.
Самокаты используются не только в качестве персонального транспорта, но и для досуга, занятия спортом и физкультурой. Существуют несколько типов самокатов, отличающихся различными параметрами, но принцип движения остаётся неизменным.

## История изобретения

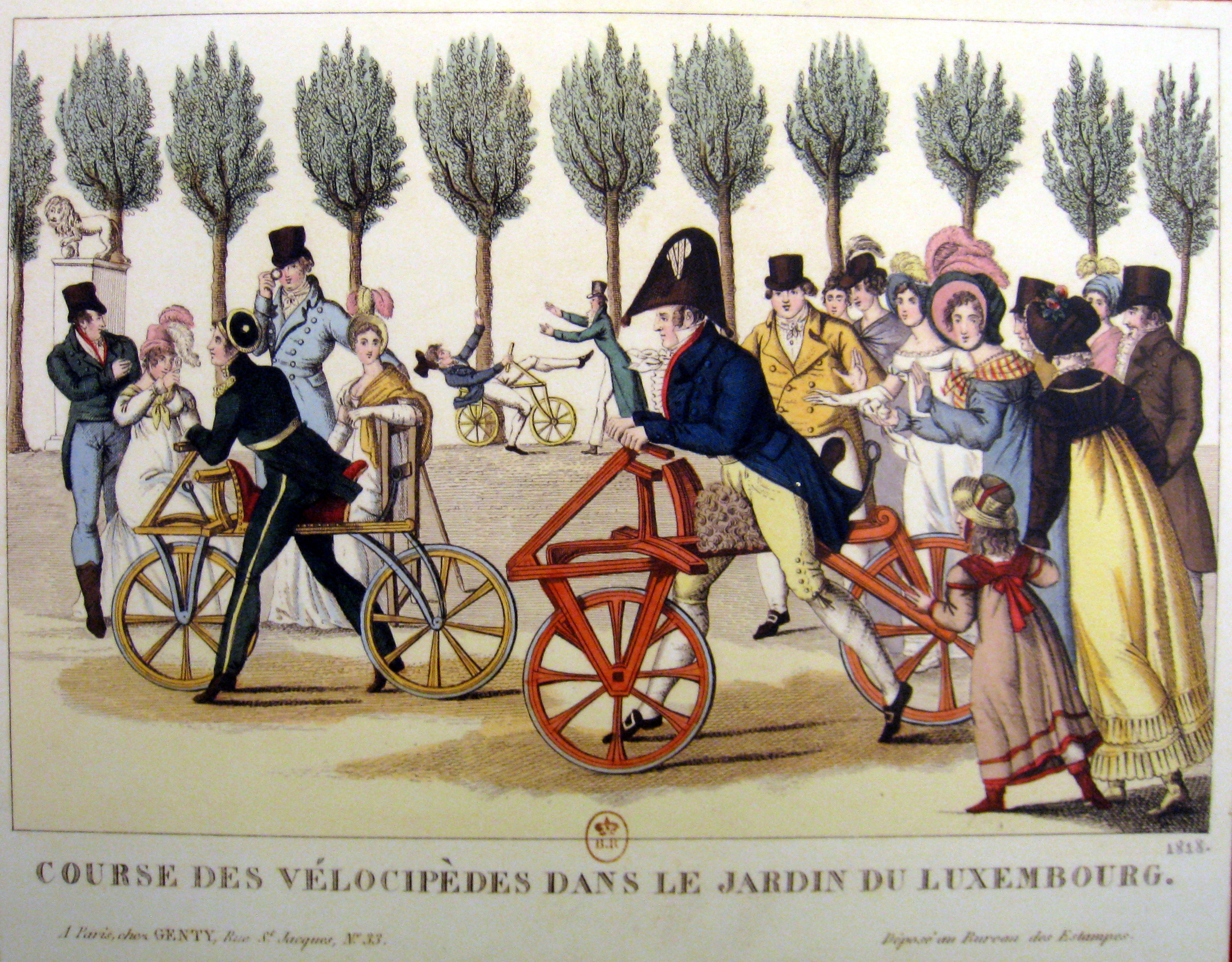
Машина для бега Карла Дреза (велосипед), 1818 год

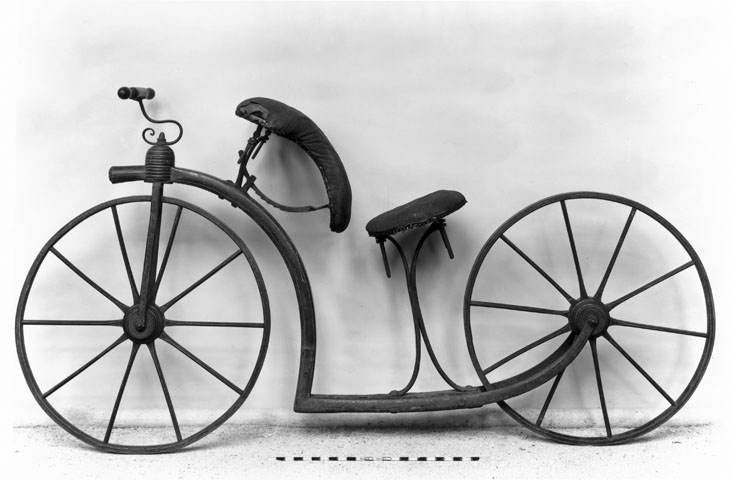
самокат 1820 года

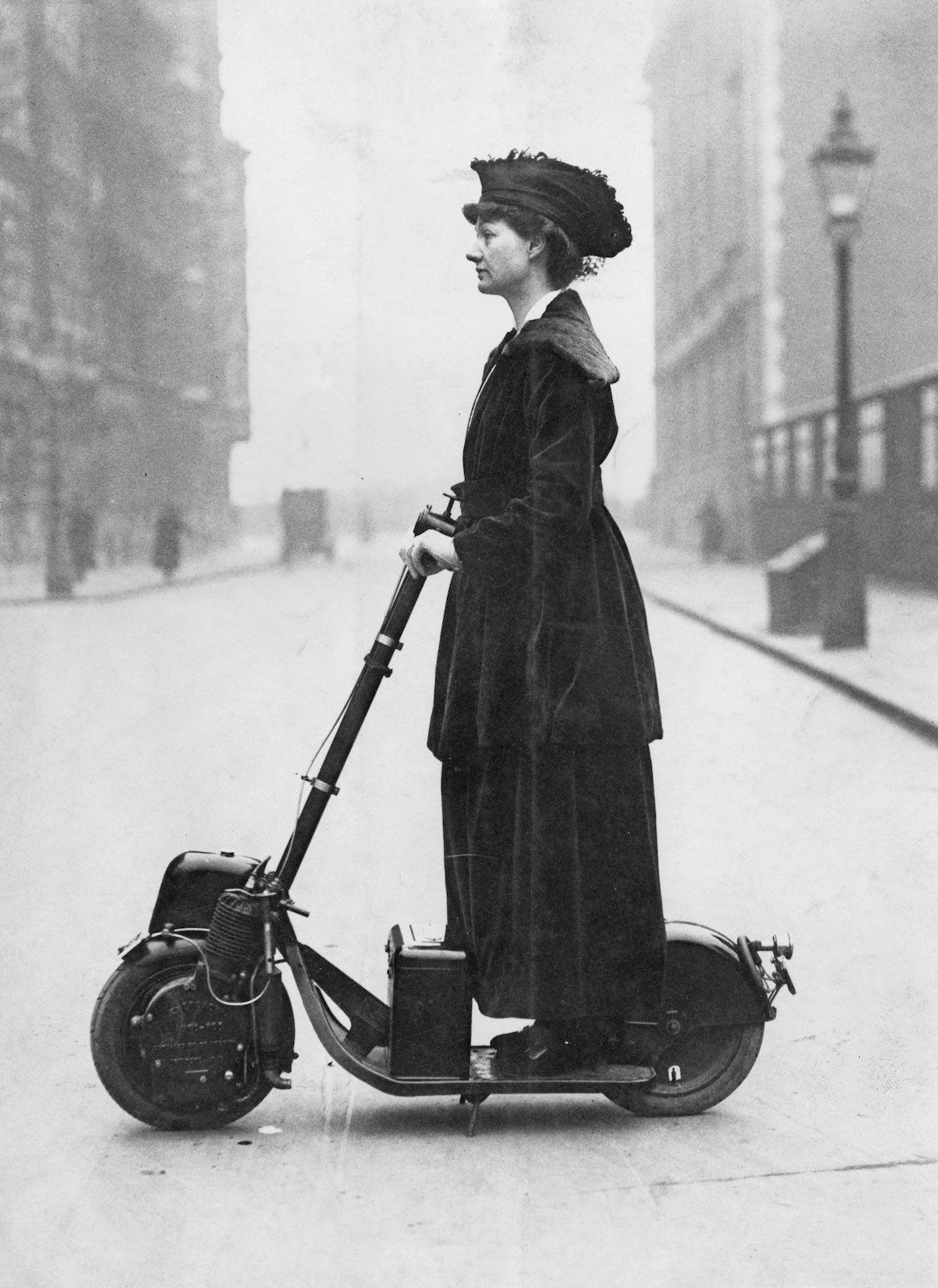
Женщина на мотосамокате Автопед 1919 год, мотосамокат производился с 1915 по 1921 год

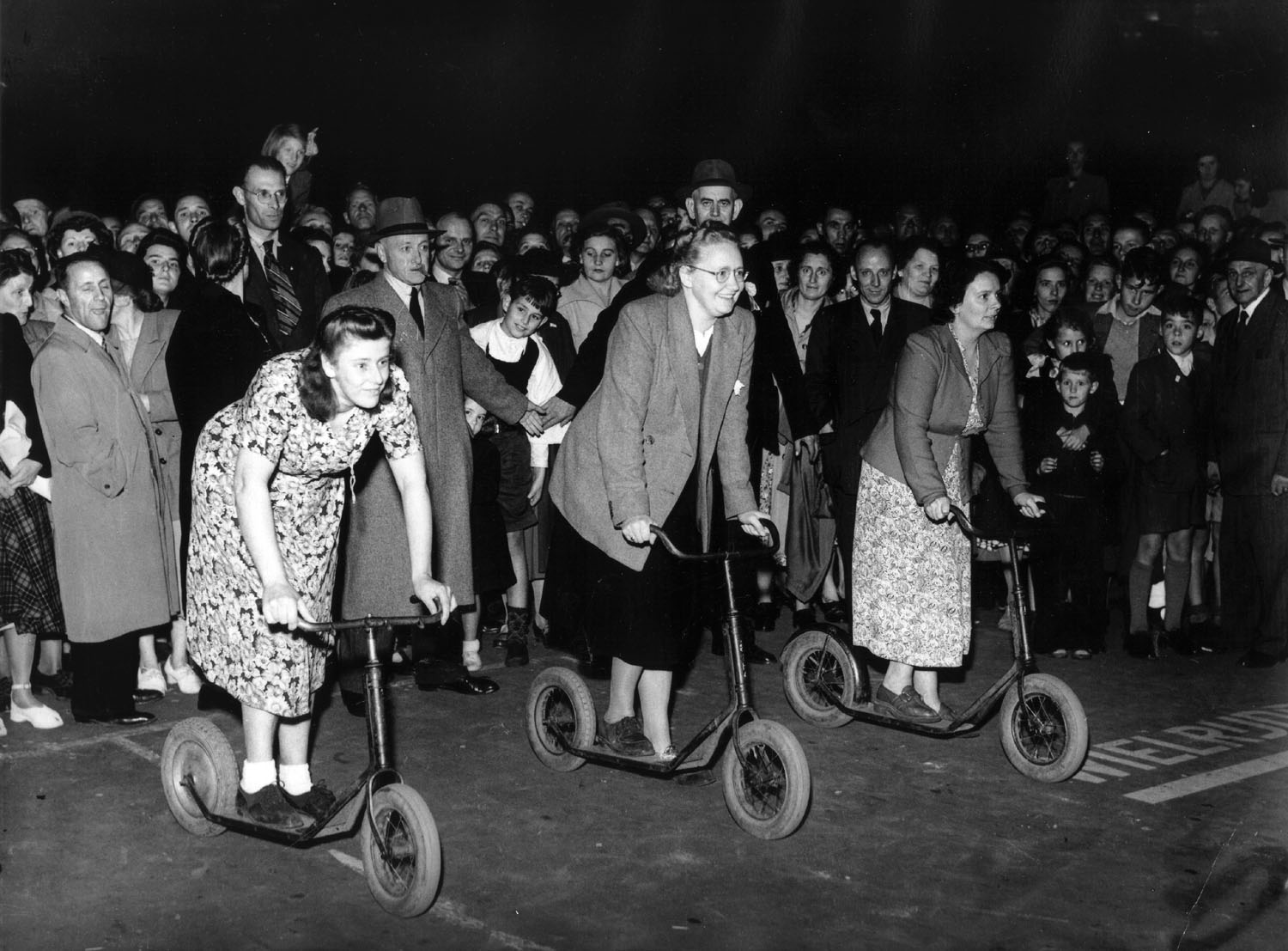
женщины на самокатах 1949 год в Амстердаме

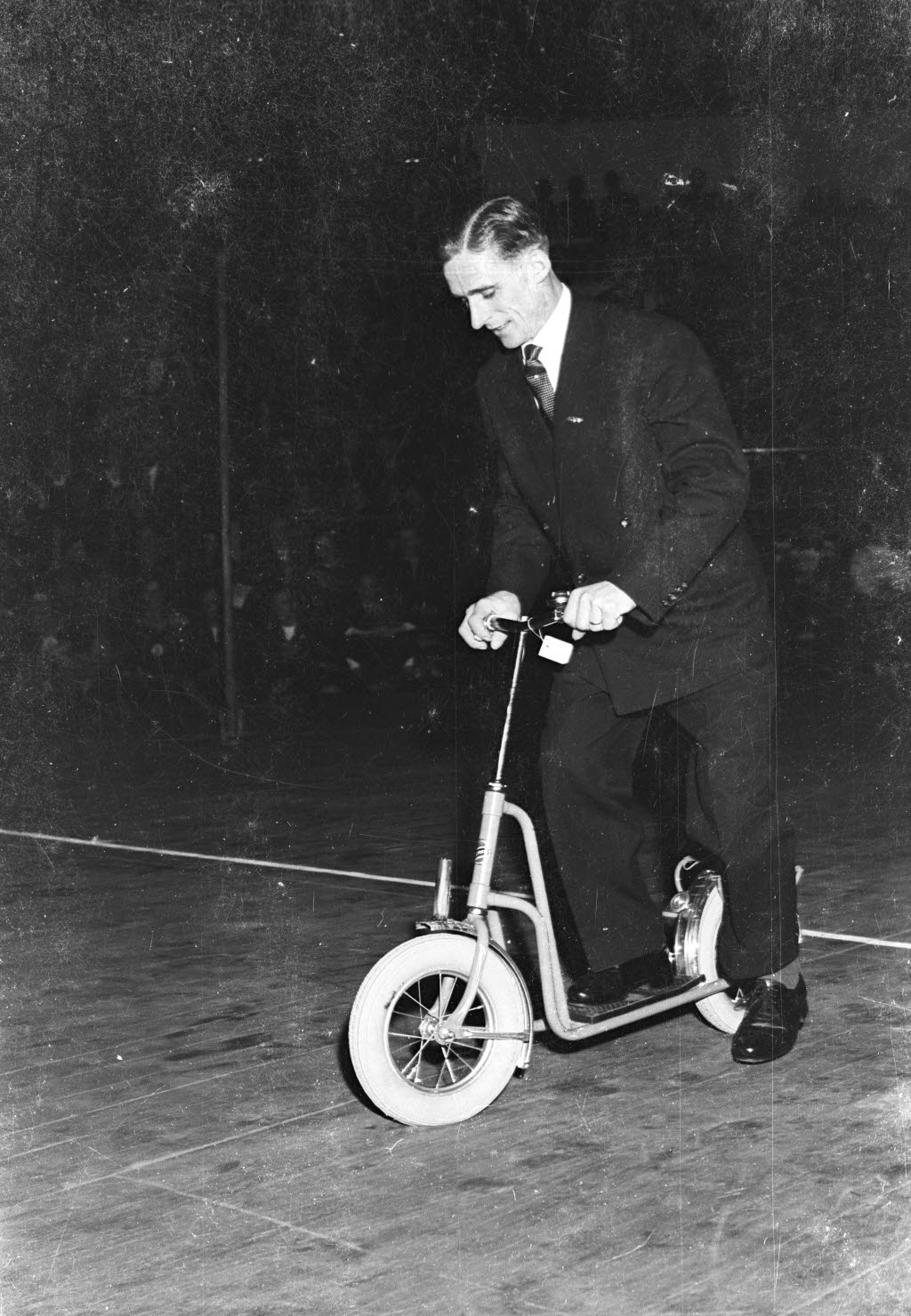
Мужчина на самокате, 1957 год

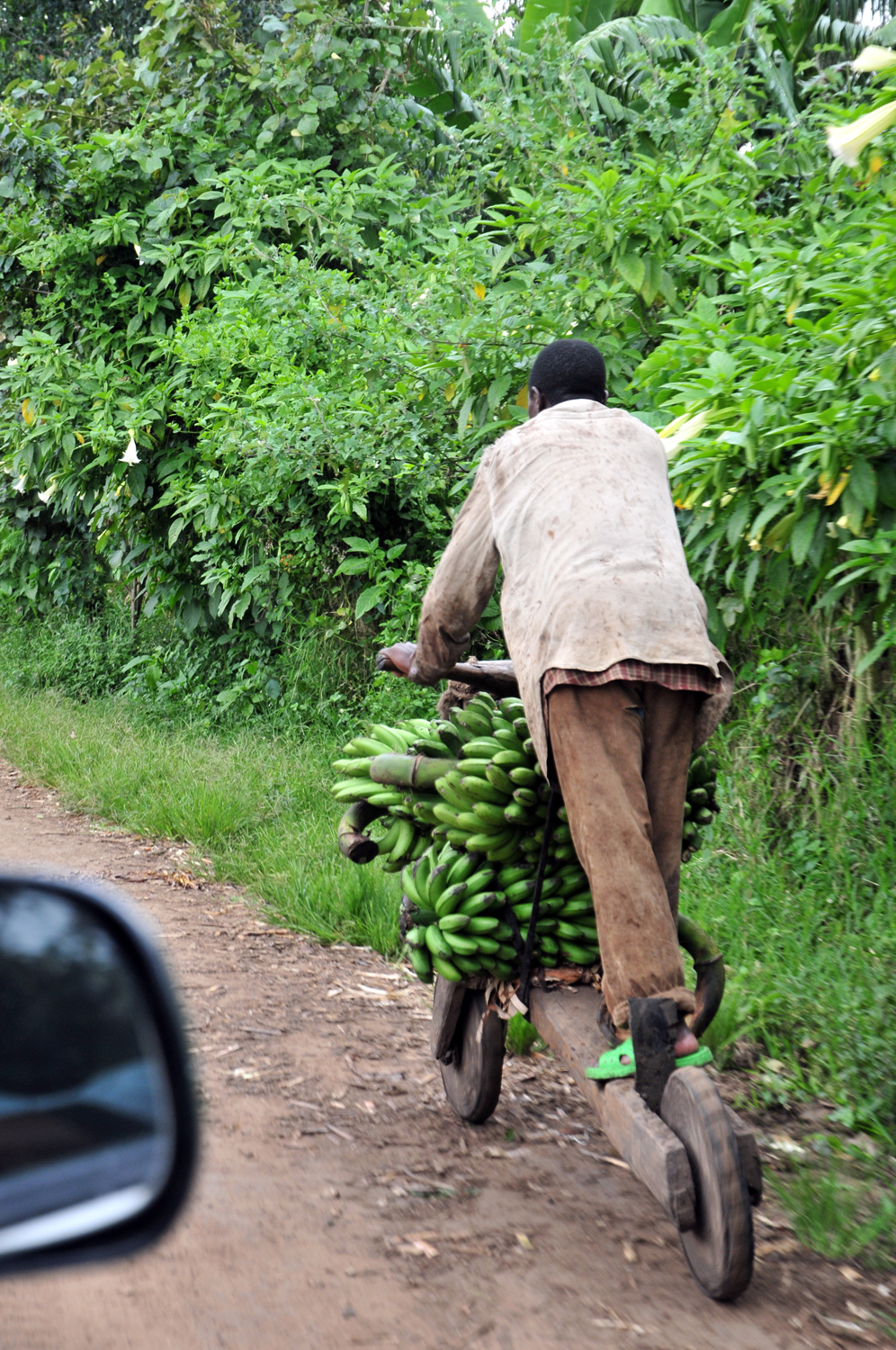
Самодельный самокат (чукуду) в Африке используется для передвижения и перевозки грузов

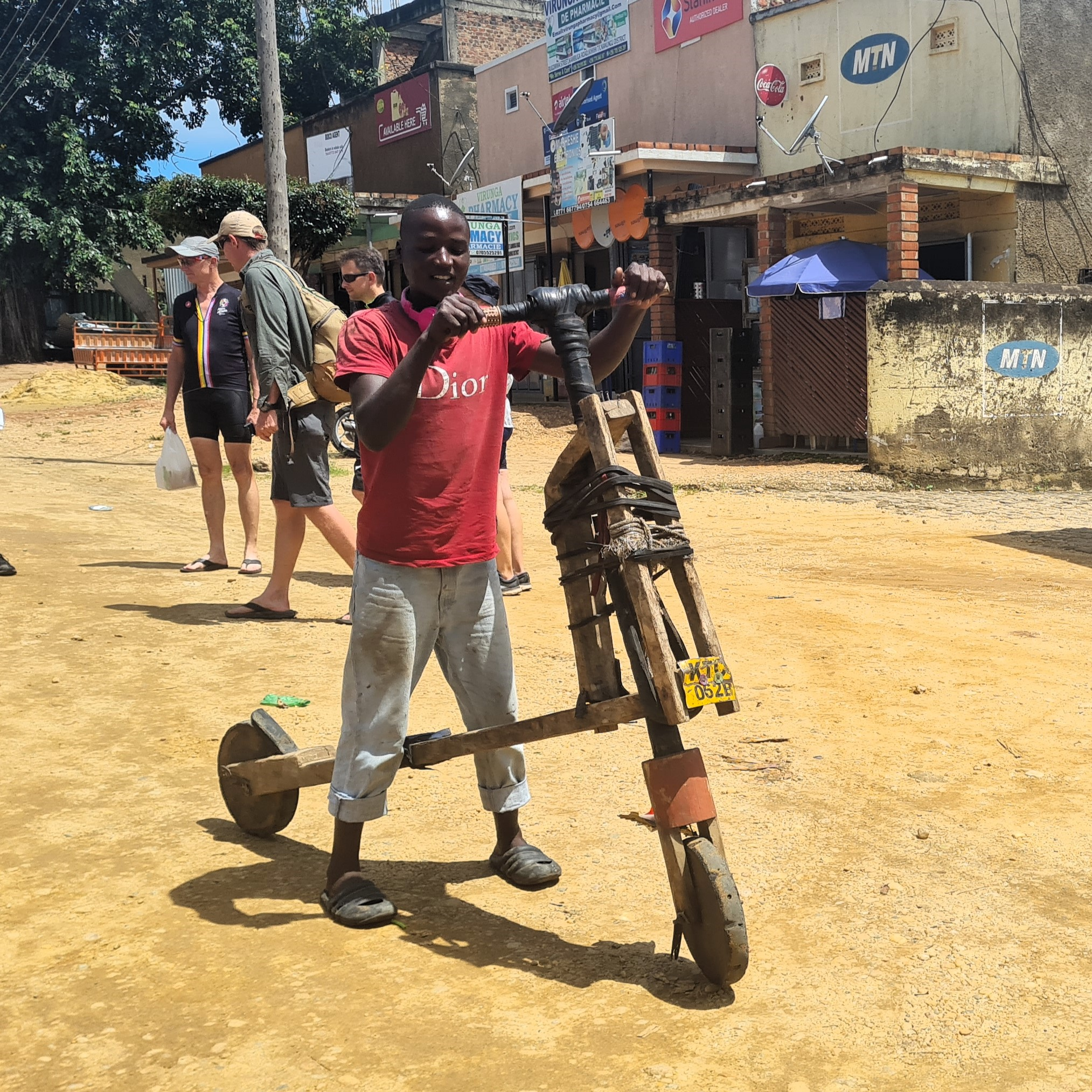
Самодельный самокат (чукуду) в Уганде

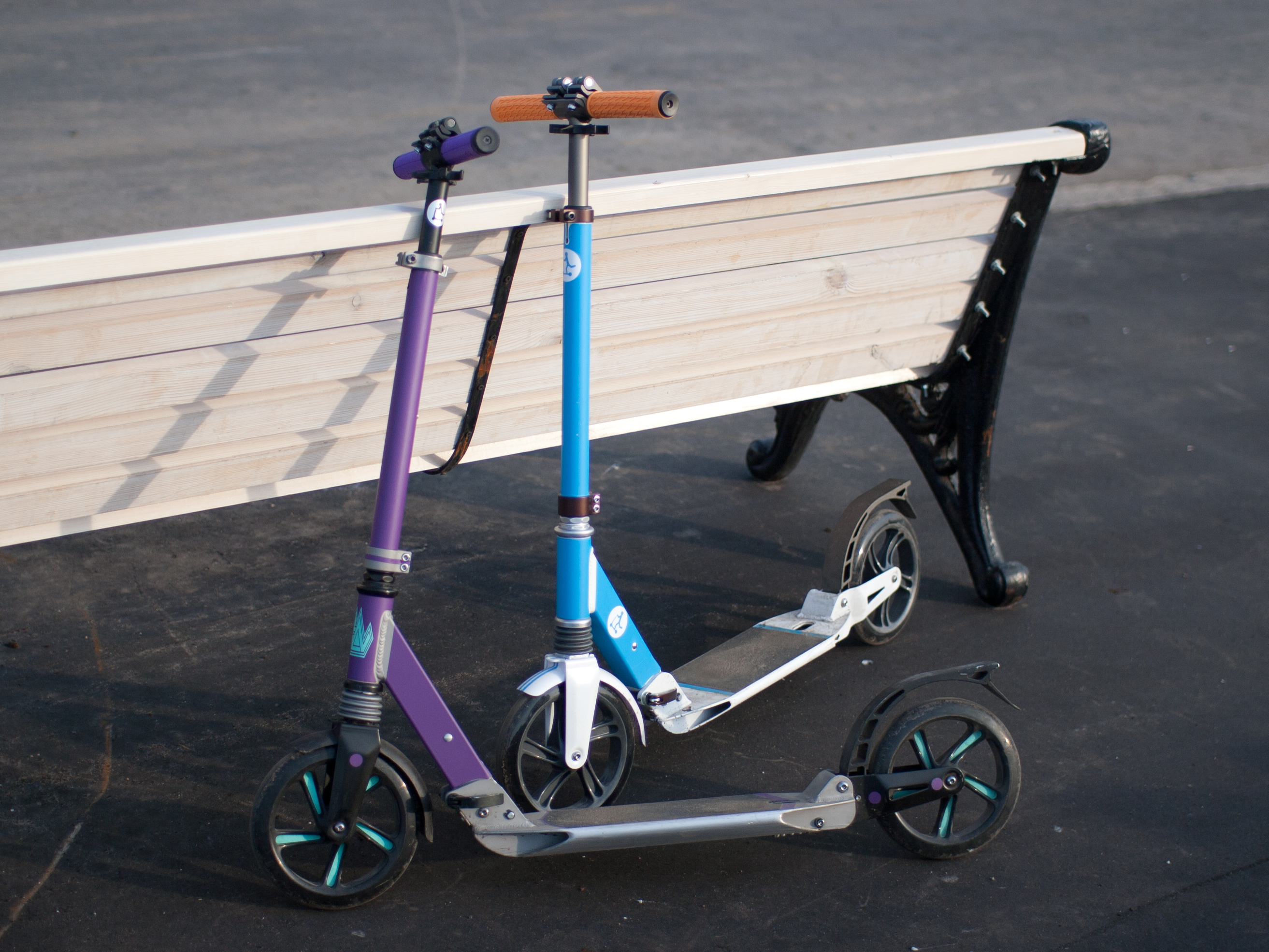
Современные городские самокаты

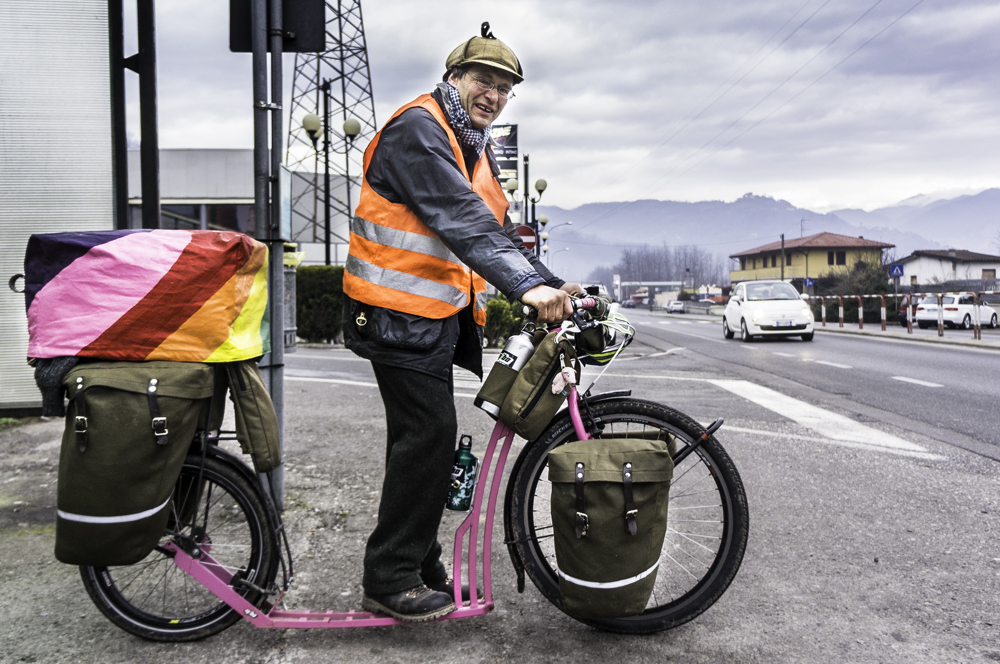
современный самокат (кикбайк) на больших колёсах для взрослых

Самокат впервые был изготовлен в 1761 году в Германии каретным мастером Михаэлем Касслером. По другой версии, самокат создал немецкий изобретатель Карл фон Дрез в 1817 году, и усовершенствовал его в 1820 году, сделав управляемым переднее колесо. Такие самокаты приобрели популярность во Франции и Англии.
В 1819 году английский изобретатель Денис Джонсон запатентовал улучшенную версию самоката, придуманного двумя годами ранее бароном Карлом Дрезом. Рама была сделана из дерева, как и колёса. Вместо шин были жёсткие металлические обода, а тормоз отсутствовал. Передняя вилка также была из железа, как и детали, на которых располагались сиденье и подлокотник. Диаметр колёс составлял 76,2 см (30 дюймов), а весил такой самокат около 30 килограммов. Способ передвижения был похож на популярный сейчас детский беговел — нужно было отталкиваться от земли двумя ногами поочерёдно.
В 1913 году был изобретён мотосамокат фирмы Автопед, от которого возможно произошли более поздние самокаты без мотора, производился с 1915 по 1921 год, на нём можно было передвигаться и когда бензин заканчивался, как на обычном самокате, были и электросамокаты, самокатом пользовались почтальоны и полицейские.

## Виды самокатов

### Детский самокат

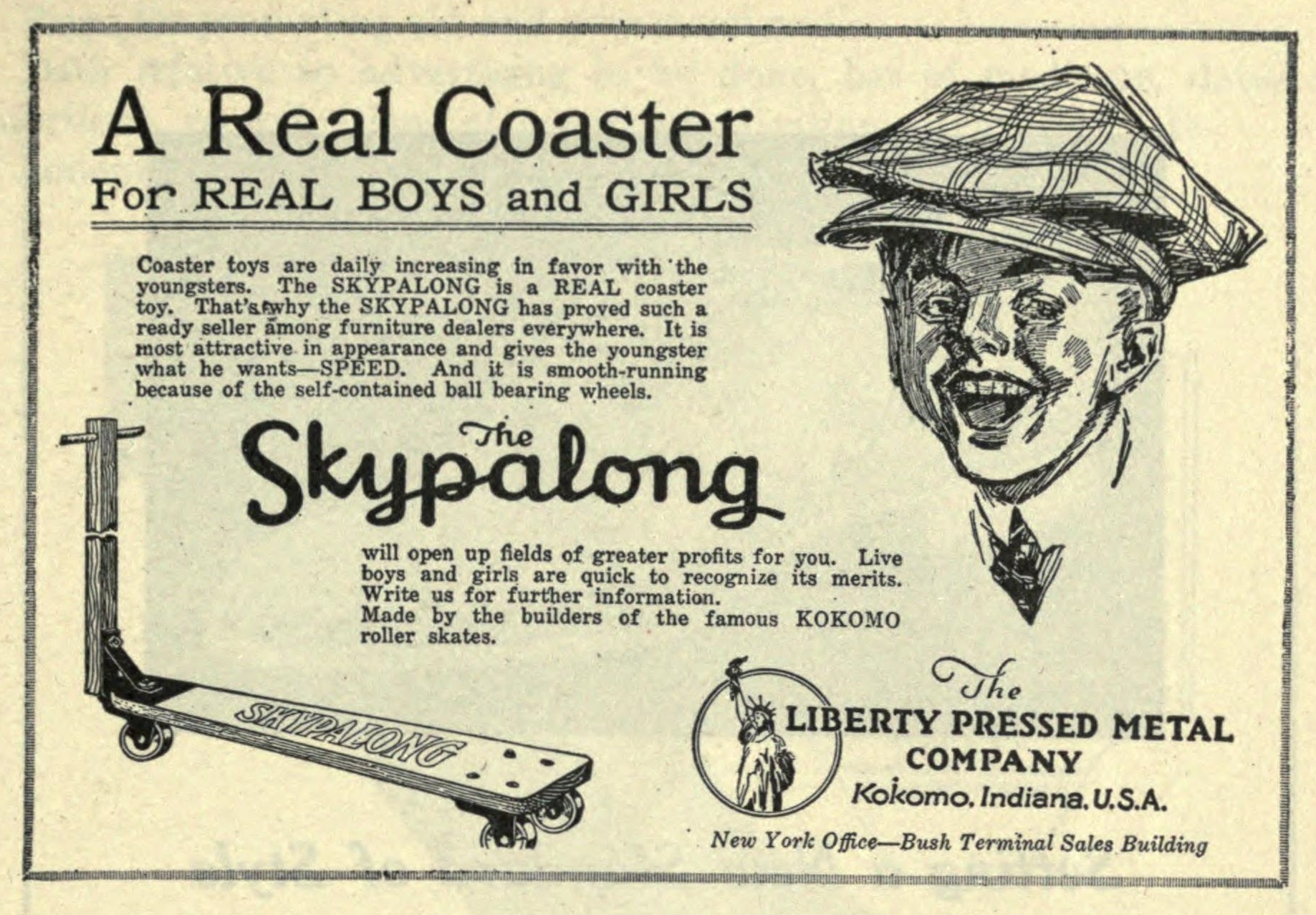
плакат с изображением детского самоката, 1921 год

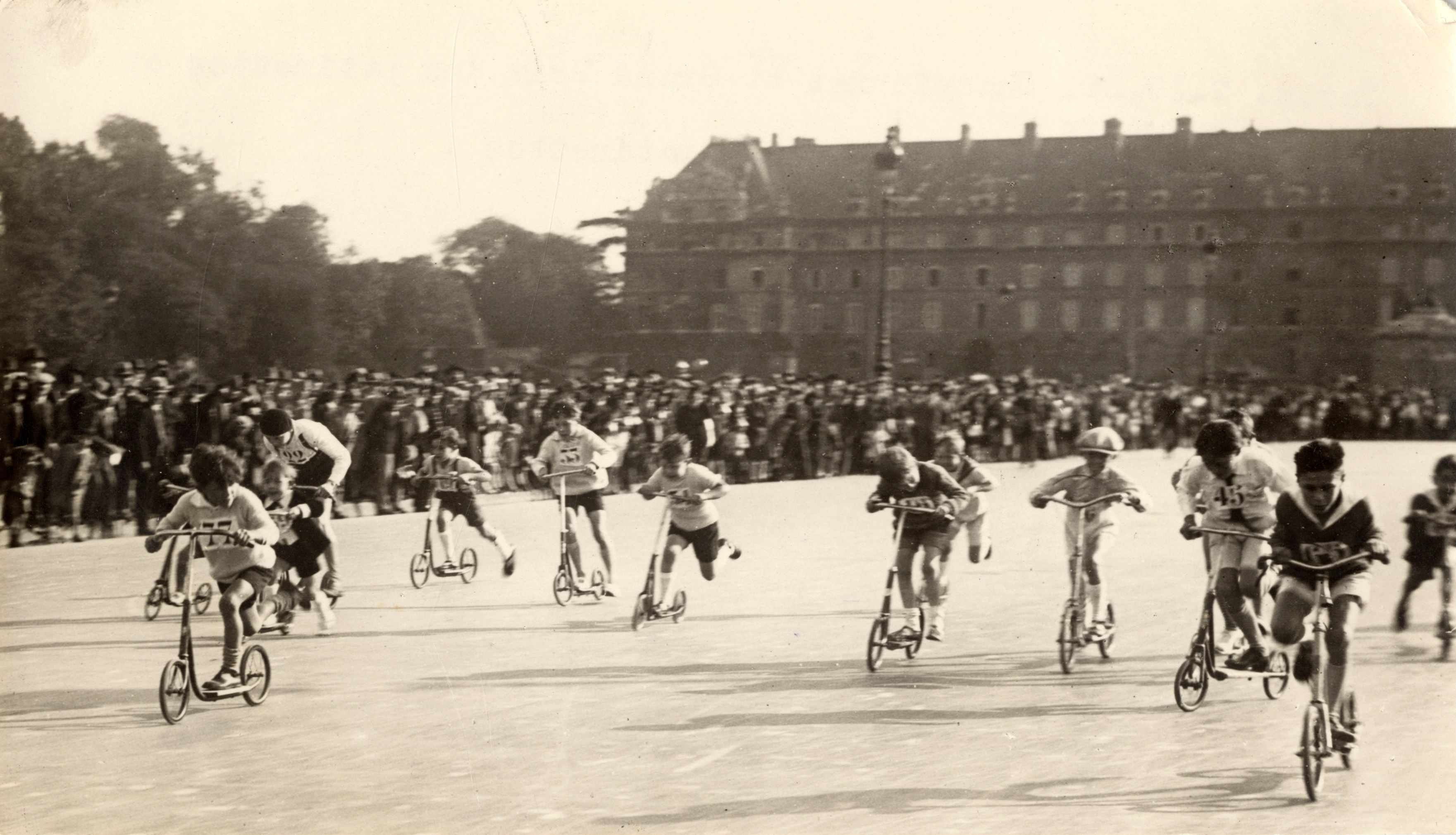
детские гонки на самокатах 1928 год в Париже

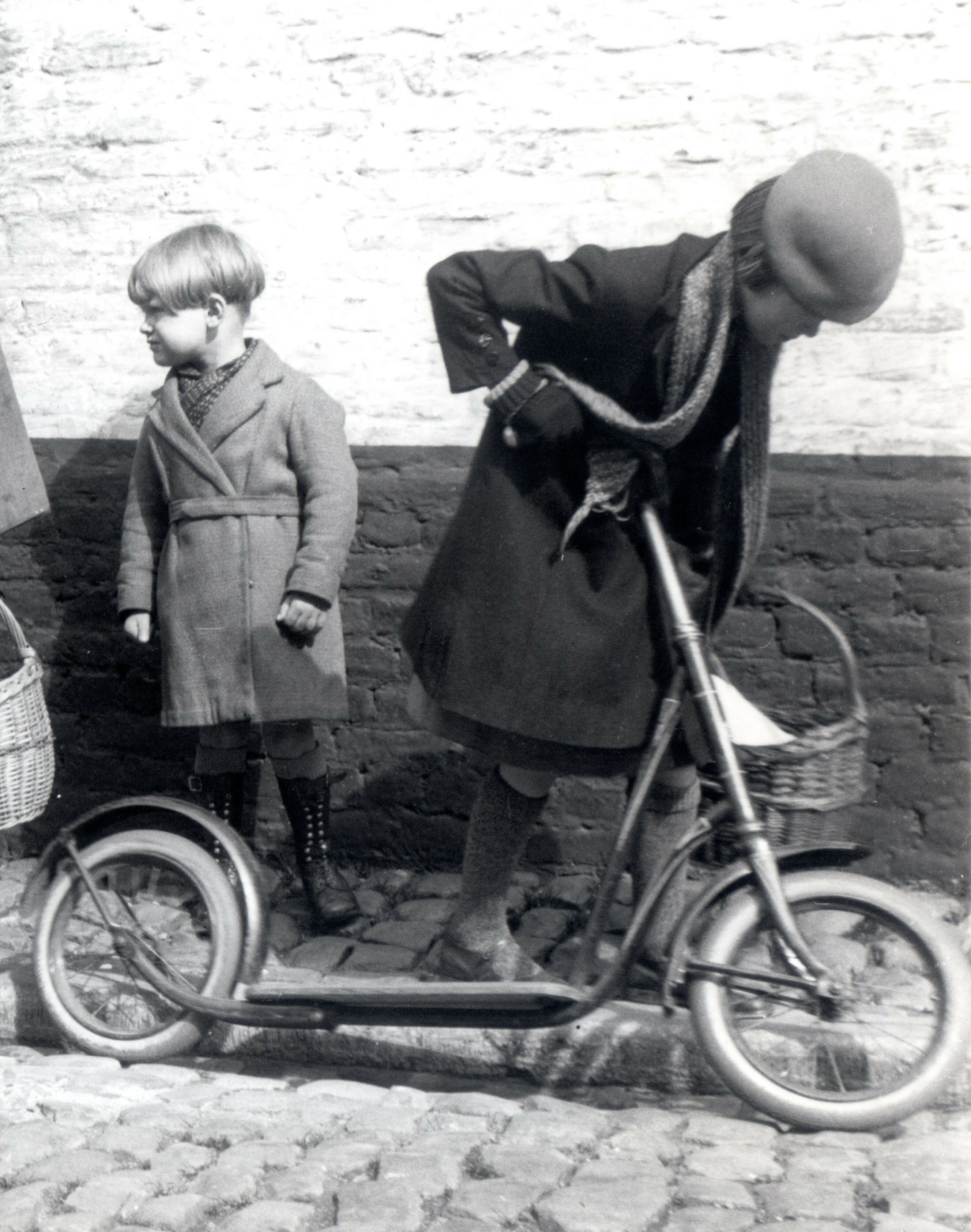
мальчик с самокатом, 1936 год

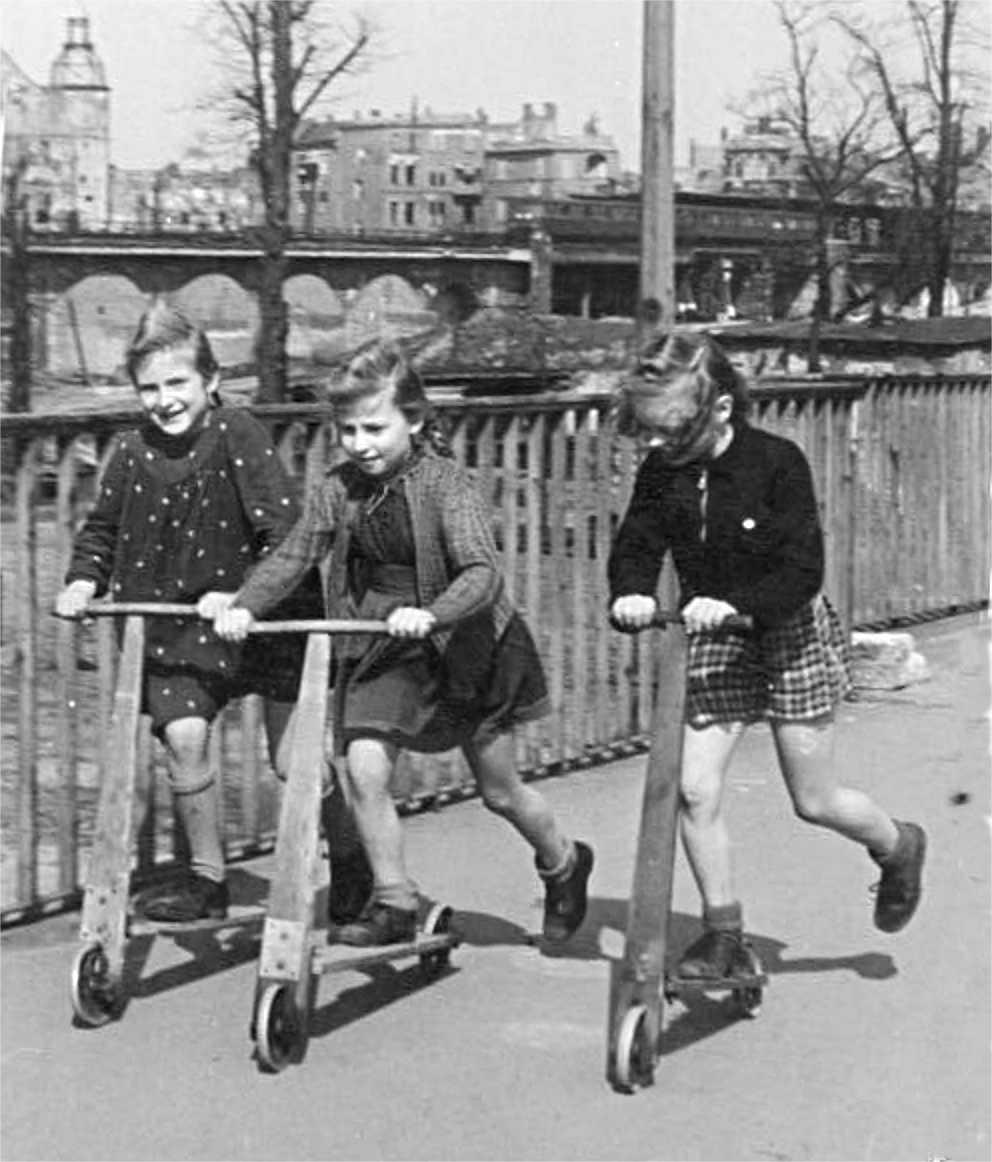
девочки на самокатах, 1948 год, Берлин

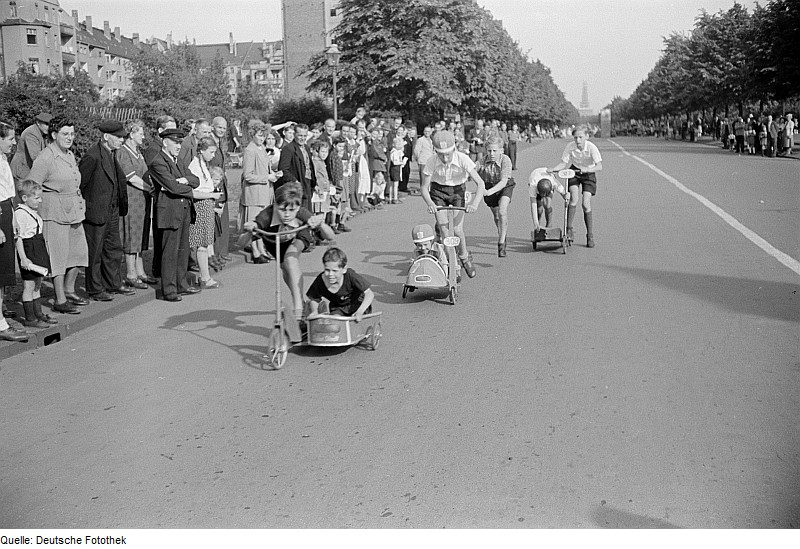
самокаты с колясками 1951 год

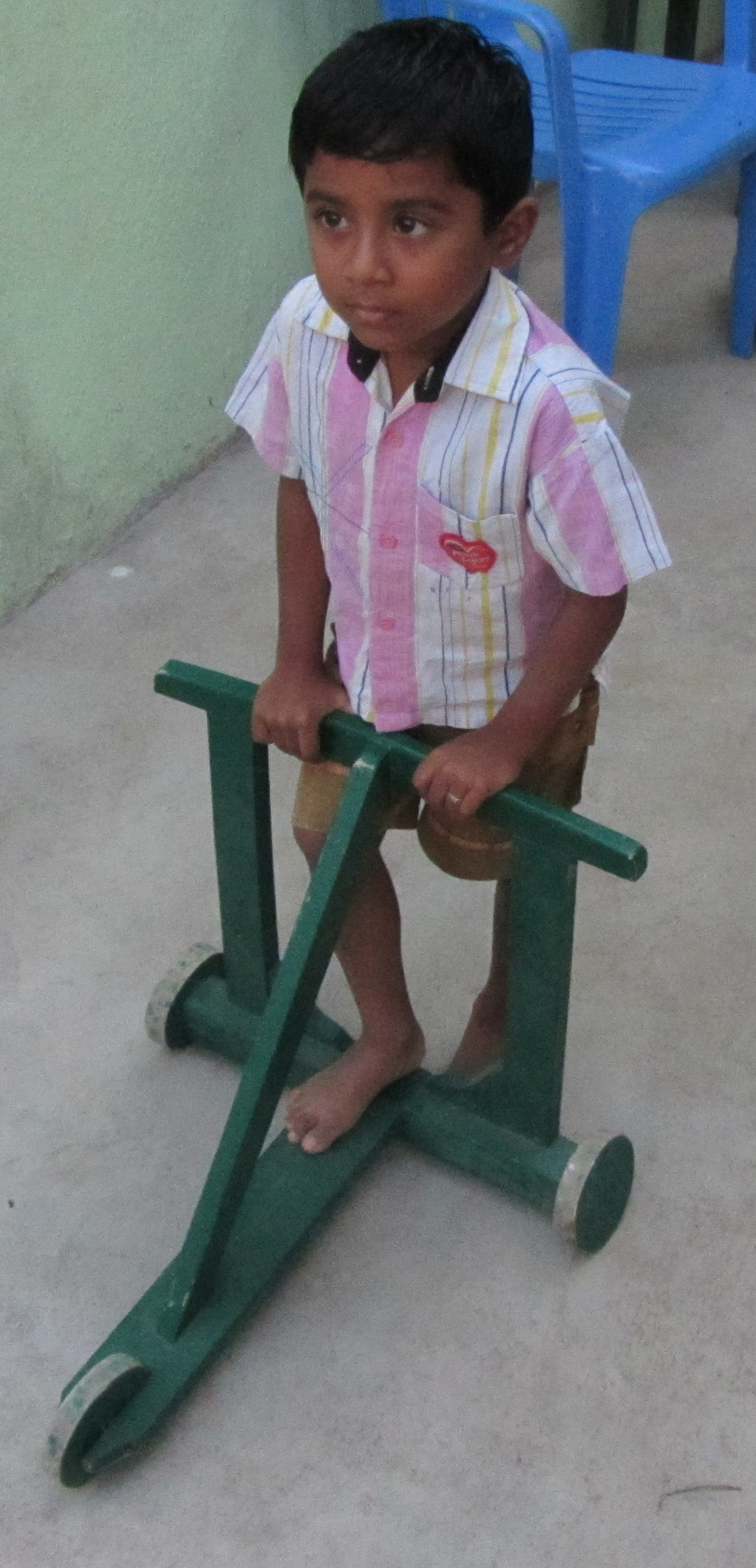
самодельный деревянный трёхколёсный индийский самокат для детей

Детские самокаты предназначены для использования детьми в играх и на прогулках. Они рассчитаны на ездока небольшого веса, имеют колёса малого диаметра, часто с литыми безвоздушными шинами, и примитивный тормоз, обычно в виде крыла заднего колеса, при нажиме ногой прижимающегося к шине колеса.
Самокаты для маленьких детей, ещё не умеющих держать равновесие при езде, имеют два расставленных колеса на передней оси и способны стоять вертикально в неподвижности.
Обычно детские самокаты окрашены в яркие цвета и покрыты картинками. Могут иметь звонок или клаксон и декоративную подсветку, в том числе внутри прозрачных шин колёс.

### Городской самокат
Основное назначение городского самоката — передвижение по городу.
Диаметр колёса городских самокатов — от 150 до 270 миллиметров, что позволяет развивать довольно высокую скорость и преодолевать мелкие неровности дороги: трещины в асфальте, плитку и бордюры. Наличие амортизаторов, гибких дек или надувных колёс позволяет минимизировать вибрации при передвижении по разным типам дорожного покрытия. Небольшой вес и возможность складывания упрощает перемещение самоката в публичных пространствах и в общественном транспорте. Городские самокаты не предназначены для выполнения трюков.
Разновидностью городского самоката можно считать электросамокат.

### Трюковой самокат
Трюковые самокаты предназначены для выполнения акробатических трюков, поэтому высокие требования предъявляются к их прочности.
Трюковые самокаты не могут складываться (хотя есть модели у которых есть возможность складываться). У трюковых самокатов колёса диаметром не более 130 миллиметров, деку и руль фиксированных размеров.

### Дёрт-самокат
Такие самокаты предназначены для катания по грунтовым и гравийным дорожкам, спускам и дёрт-паркам с трамплинами, а также для выполнения трюков. Имеют широкие пневматические шины, прочную конструкцию без складного механизма.

### Сноу-самокат
Сноу-самокат предназначен для катания по снегу, горнолыжным спускам и сноу-паркам, для чего имеет возможность установки коротких лыж вместо колёс.
Самокат предназначен как для выполнения трюков, так и для спусков с заснеженных склонов.

### Велосамокат

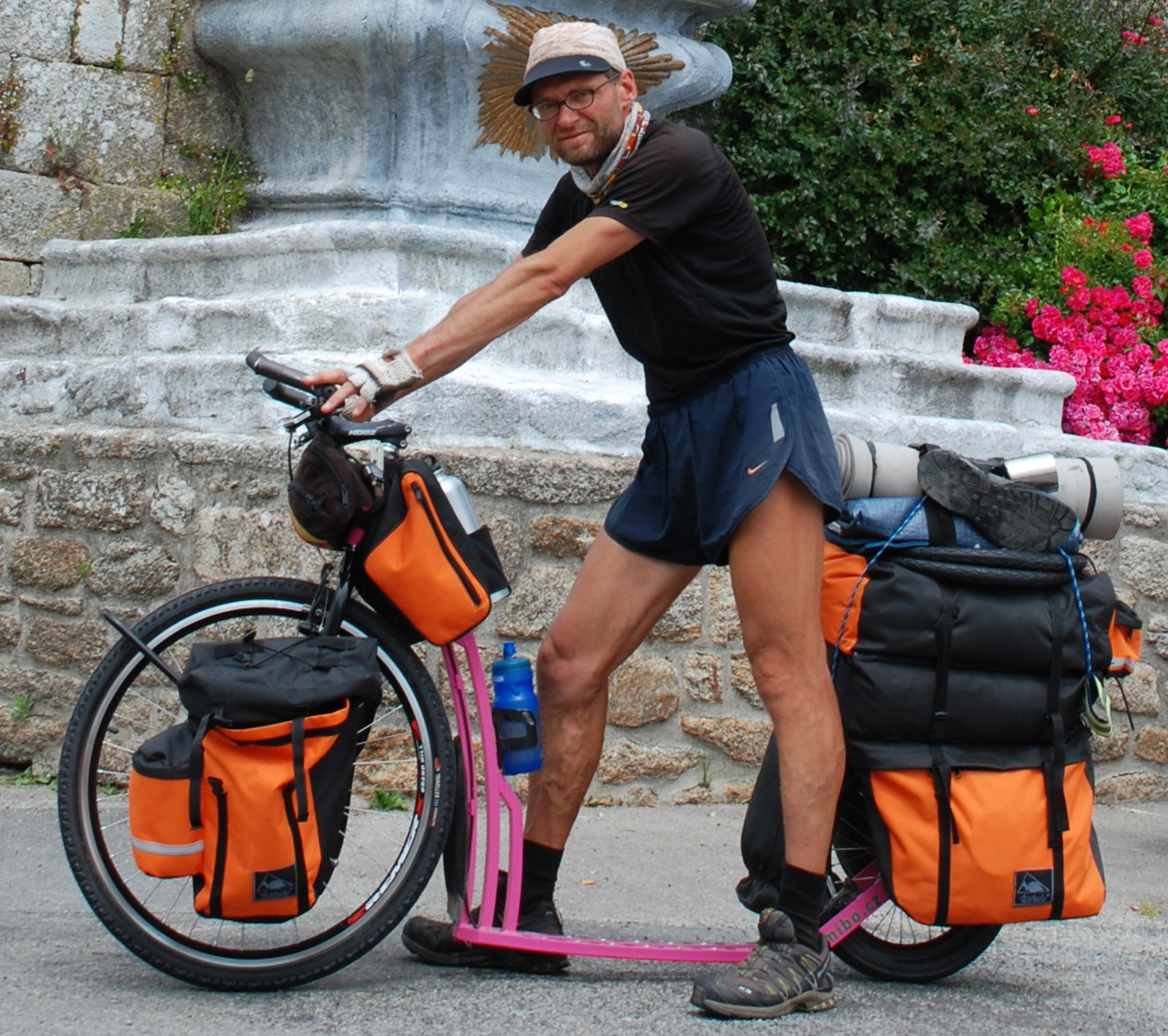
турист с самокатом с большими колёсами (футбайк или велосамокат)

Футбайк (кикбайк, велосамокат) — это самокат, в конструкции которого используются велосипедные компоненты. Он позволяет преодолевать большие расстояния, развивать и поддерживать высокую скорость, но усилий для активного катания требуется больше. Существуют футбайки для различных спортивных дисциплин — шоссе, скоростного спуска и ездового спорта, а также прогулочные модели.

### Кикборд
Кикборд (англ. kickboard) отличается от обычного самоката наличием двух расставленных колёс на передней или обеих осях и способом управления поворотом: поворот оси выполняется не рулём, а, подобно скейтборду, наклоном деки путём перемещения нагрузки от продольной оси деки к соответствующему краю либо с помощью поперечного наклона рулевой стойки. При этом руль кикборда может не иметь горизонтальной перекладины, и в этом случае он называется джойстиком.

### Философский самокат
Философский самокат — мем, распространившийся в российском сегменте интернета в конце 2022 года, после объявления в России частичной мобилизации 21.09.2022. Появление феномена связано с распространённой на пограничных КПП практикой не пропускать через границу туристов, передвигающихся пешком. В этой связи лица, желавшие покинуть пределы Российской Федерации во избежание предполагаемой мобилизации, начали массово скапливаться на границах с Грузией и Казахстаном. Источники утверждают, в частности, на границе с Грузией (МАПП Верхний Ларс) уже к 21.09.2024 г. время прохождения границы составляло 15-20 часов на человека. К 29.09.2022 г. на близлежащих территориях РФ оказались раскуплены (в т. ч. по существенно завышенным ценам), самокаты и велосипеды, а некоторые из предприимчивых местных жителей начали продавать беглецам колёсные транспортные средства и услуги трансфера до приграничного КПП.
Самокаты и велосипеды были названы "философскими" по аналогии с "философским пароходом", на котором, по иронии судьбы, ровно за 100 лет до описываемых событий (29.09.1922 г.) покинул РСФСР ряд философов, ученых и деятелей искусства, недовольных Советской властью и подвергнутых в этой связи высылке из страны с лишением гражданства.
Впоследствии словосочетание "философский самокат" было включено в число новинок русской лексики, используется в названии интернет-проекта, посвященного общению с лицами, покинувшими Россию, а также вошло в список главных слов 2022 года по версии издания "Комсомольская правда".

## Конструкция и характеристики
- Рама — это несущая конструкция самоката, изготовленная из стального или алюминиевого сплава.
- Дека — площадка с нескользящей поверхностью, на которой стоит ездок. Дека может быть одним целым с рамой самоката, установлена поверх рамы или же быть своеобразным гибким мостиком, соединяющим переднюю и заднюю части рамы[8].
- Руль — с горизонтальной перекладиной (Т-образный) или без перекладины (джойстик), регулируемый и нерегулируемый по высоте. Ручки руля могут сниматься и закрепляться в специальном держателе, делая самокат более компактным при транспортировке. На концах ручек закрепляются грипсы — мягкие насадки, за которые держится ездок. У трюковых самокатов также бывают рули Y-образной и Bat-wing формы. У трюковых самокатов нет механизма складывания ручек.
- Колёса — у большинства самокатов их два. Существуют модели с тремя или четырьмя колёсами — это кикборды. Диаметр колёс самокатов — от 100 до 254 мм, футбайков — до 737 мм. Для трюковых самокатов характерно использование металлических дисков, для городских — пластиковых. Материал шины колёса в большинстве случаев — полиуретан, но встречаются колёса из резины. Существуют и надувные (пневматические) колёса диаметром 205 мм с металлическими дисками. Переднее колесо городского самоката может быть больше заднего.
- Амортизация служит для смягчения вибраций при езде. Это необязательный элемент конструкции самоката. Амортизация в виде пружины устанавливается на вилку одного или обоих колёс. Другими амортизирующими элементами могут быть надувные колёса и гибкая дека.
- Тормоз зачастую ножной (наступной), функцию которого выполняет заднее крыло. Крыло может быть изготовлено из металла или пластика с закреплённой внутри металлической тормозной колодкой. При нажатии тормоз трётся о колесо, снижая скорость движения. На некоторых моделях самокатов торможение можно осуществить с помощью ручки на руле, которая соединена с тормозной колодкой на переднем или заднем колесе. Существуют модели с дисковым тормозом. В футбайках используются велосипедные тормоза.
- Складной механизм позволяет комфортно транспортировать самокат. Самый распространённый вид складного механизма — рулевая стойка складывается вместе с передним колесом, менее распространённый — складывается только рулевая стойка. В футбайках механизм складывания чаще всего отсутствует, а в трюковых самокатах его быть не может из-за того, что механизм повышает вес и снижает прочность.

## Самокат и правила дорожного движения России
Правилами дорожного движения России самокат отнесён к категории пешеходов:

«Пешеход» — лицо, находящееся вне транспортного средства на дороге либо на пешеходной или велопешеходной дорожке и не производящее на них работу. К пешеходам приравниваются лица, передвигающиеся в инвалидных колясках без двигателя, ведущие велосипед, (владение скутером и лёгким мотоциклом с 2013 года обязывает наличие прав категории M или A1 соответственно, эти ТС не являются пешеходами), везущие санки, тележку, детскую или инвалидную коляску, а также использующие для передвижения роликовые коньки, самокаты и иные аналогичные средства.
— 1. Общие положения
Поэтому правила езды на нём регламентируются пунктом «4. Обязанности пешеходов» настоящих правил.
Обычные самокаты на мускульной тяге и т. п. (велосипед и др.) имеют преимущество перед другими средствами передвижения на немускульной тяге. Только их можно называть самодвигающимися транспортными средствами.

## Рекомендации по использованию
- Ручки руля самоката должны располагаться на высоте примерно чуть выше пояса ездока.
- Во время движения необходимо периодически менять толчковую ногу для равномерной нагрузки.

## Рекорд
В 2001 году американец Джим Делзер стал первым человеком, пересекшим США на самокате. Маршрут был закончен за 35 дней.

## Галерея

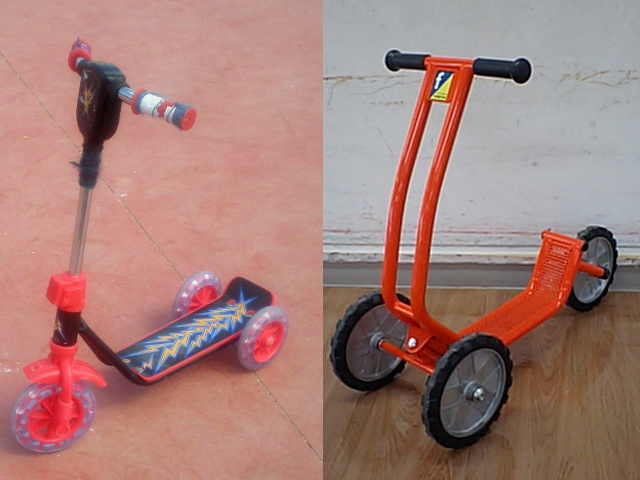
Детские трёхколёсные самокаты
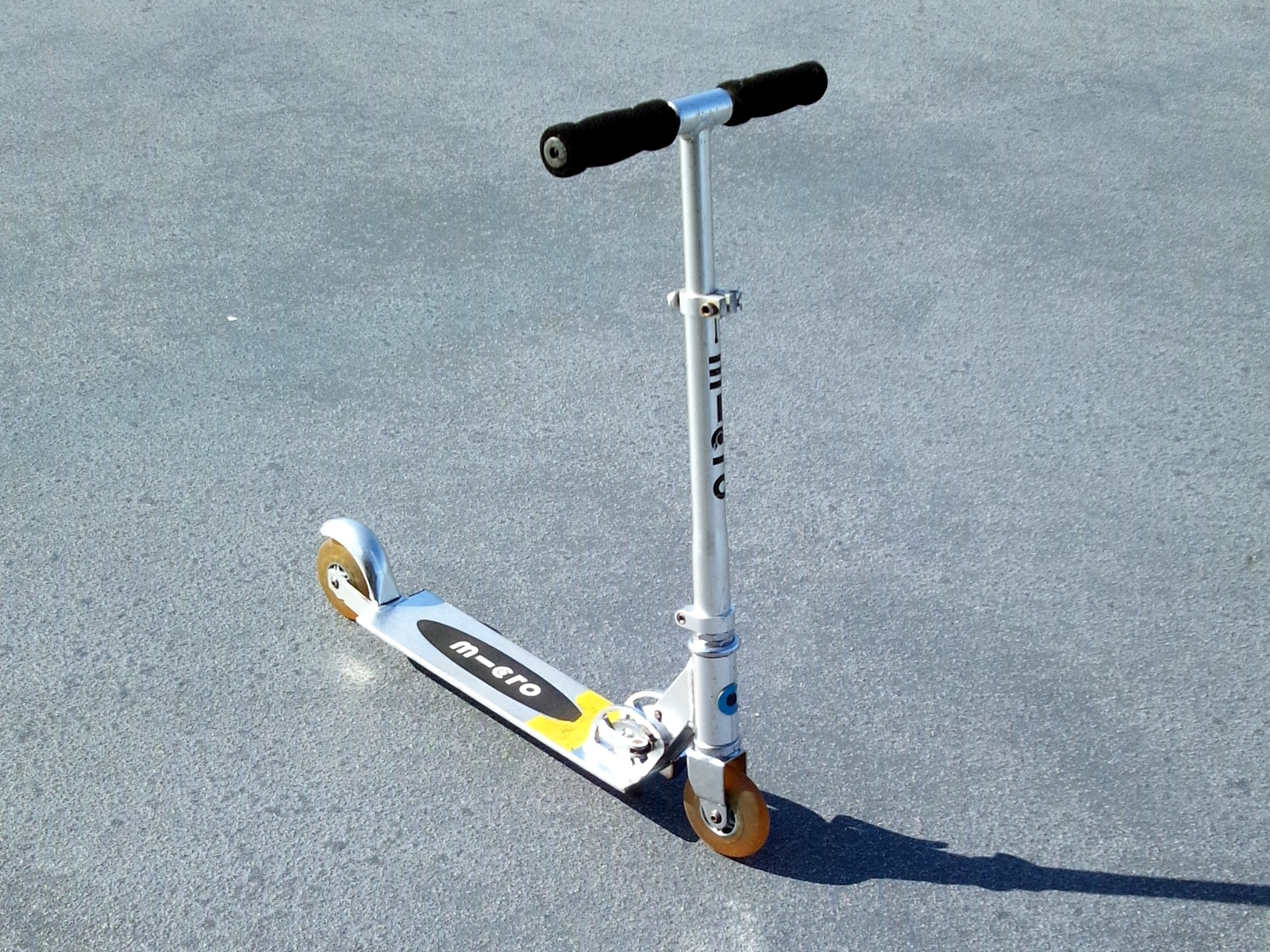
Самокат в разложенном виде
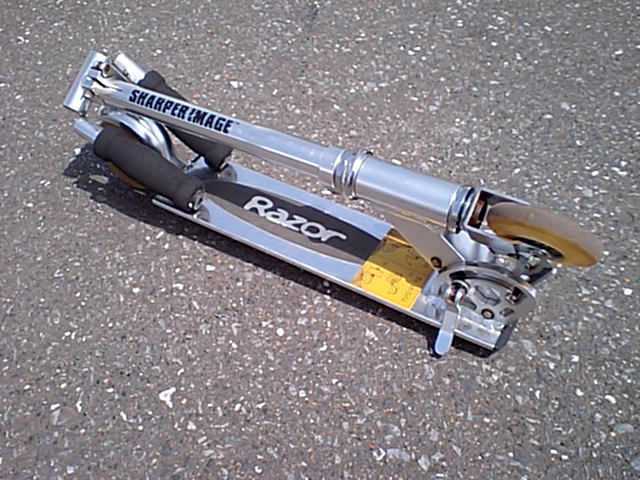
Сложенный самокат
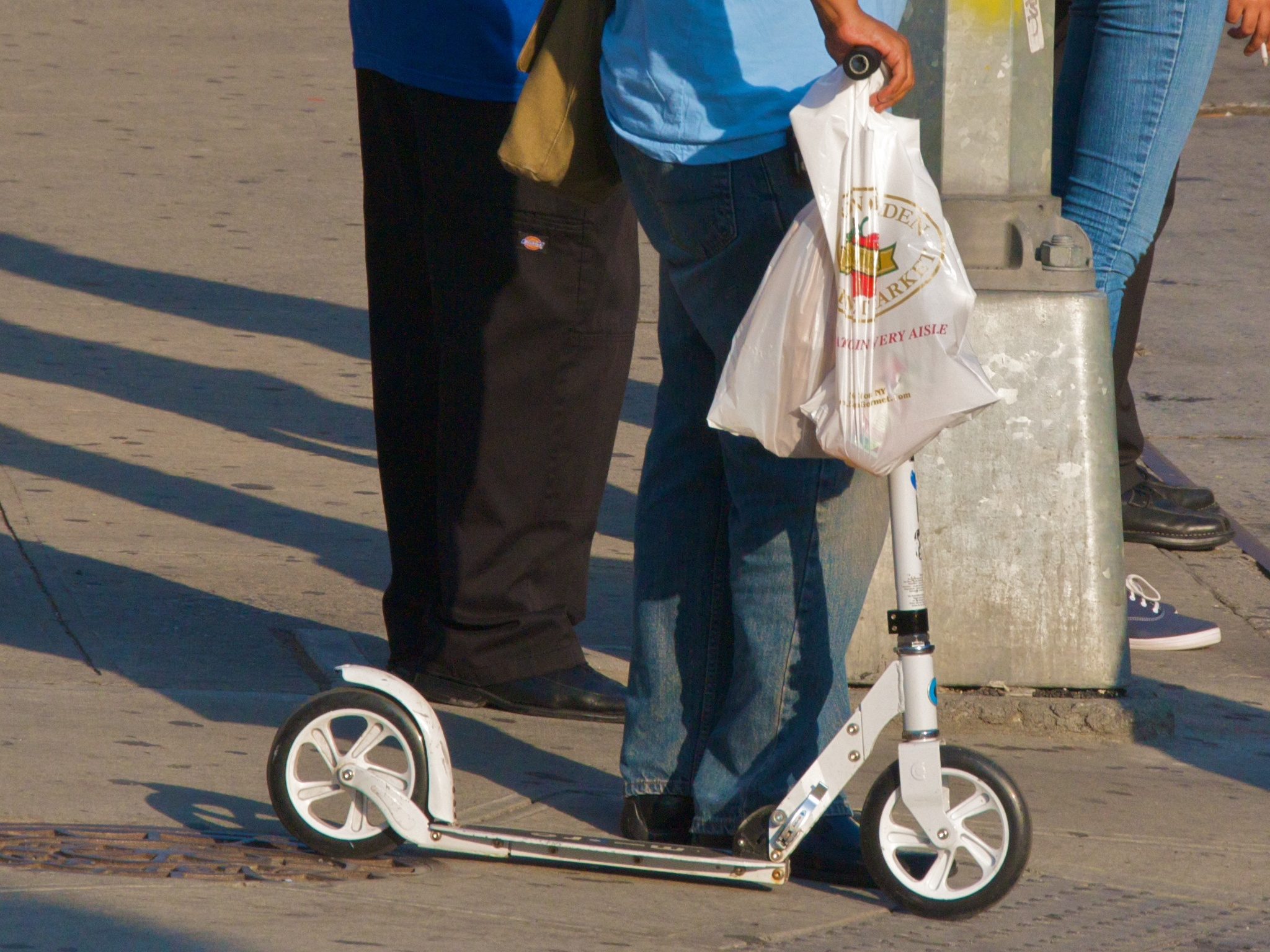
Самокат с полиуретановыми колёсами диаметром 200 мм
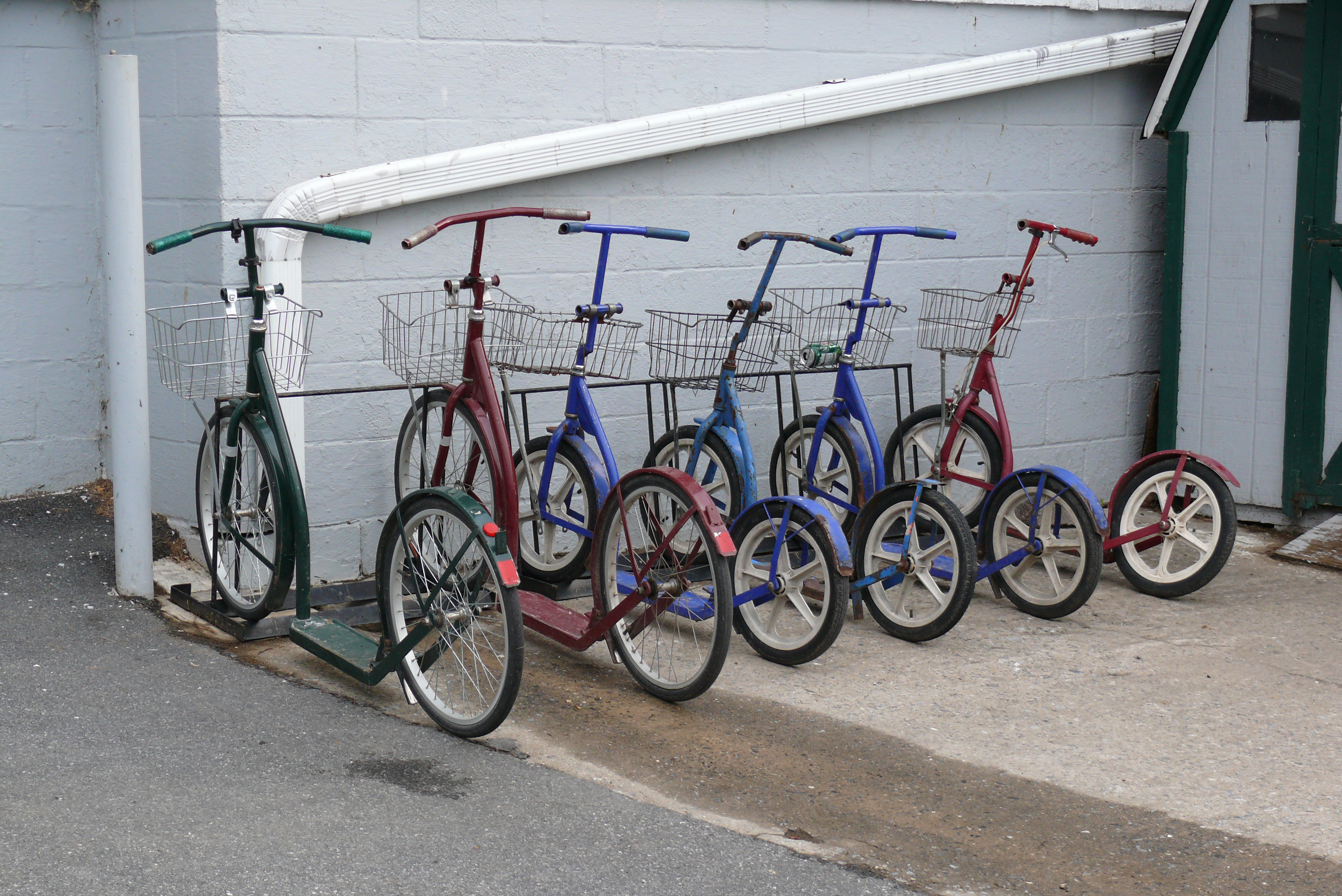
Футбайки (велосамокаты)
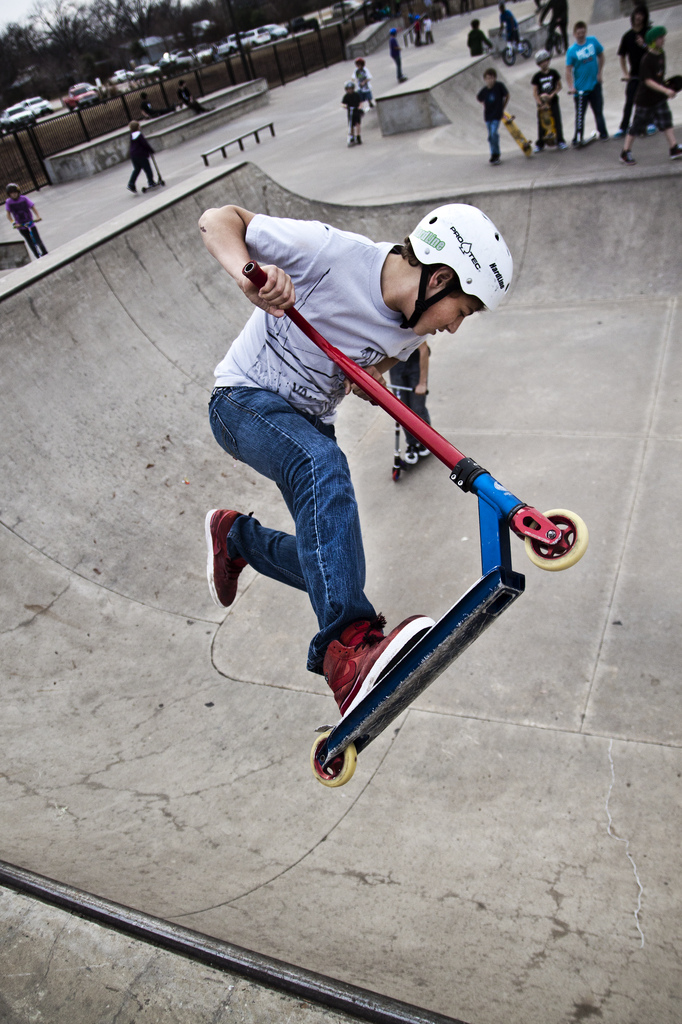
Трюки на самокате в скейт-парке
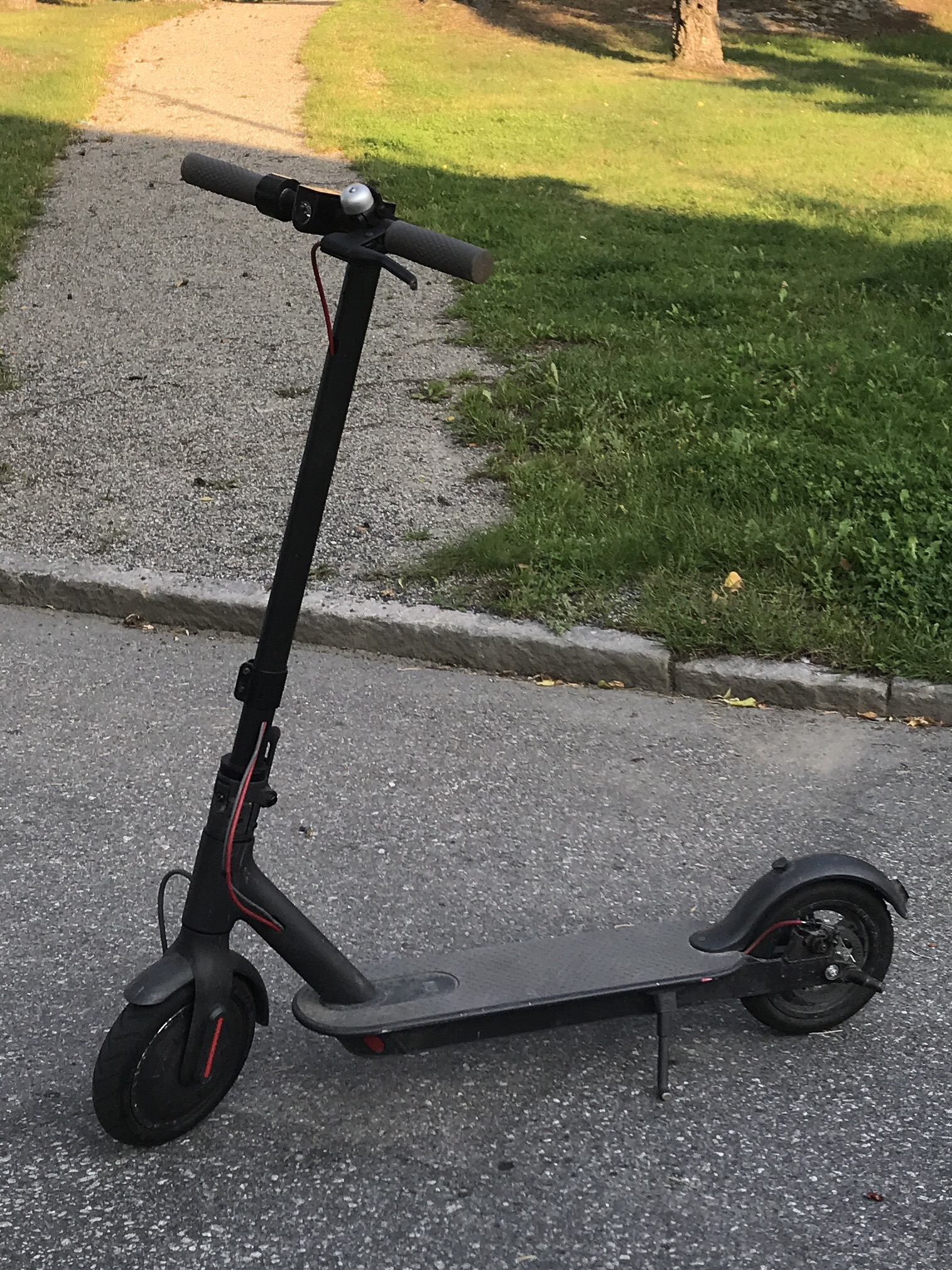
Электросамокат
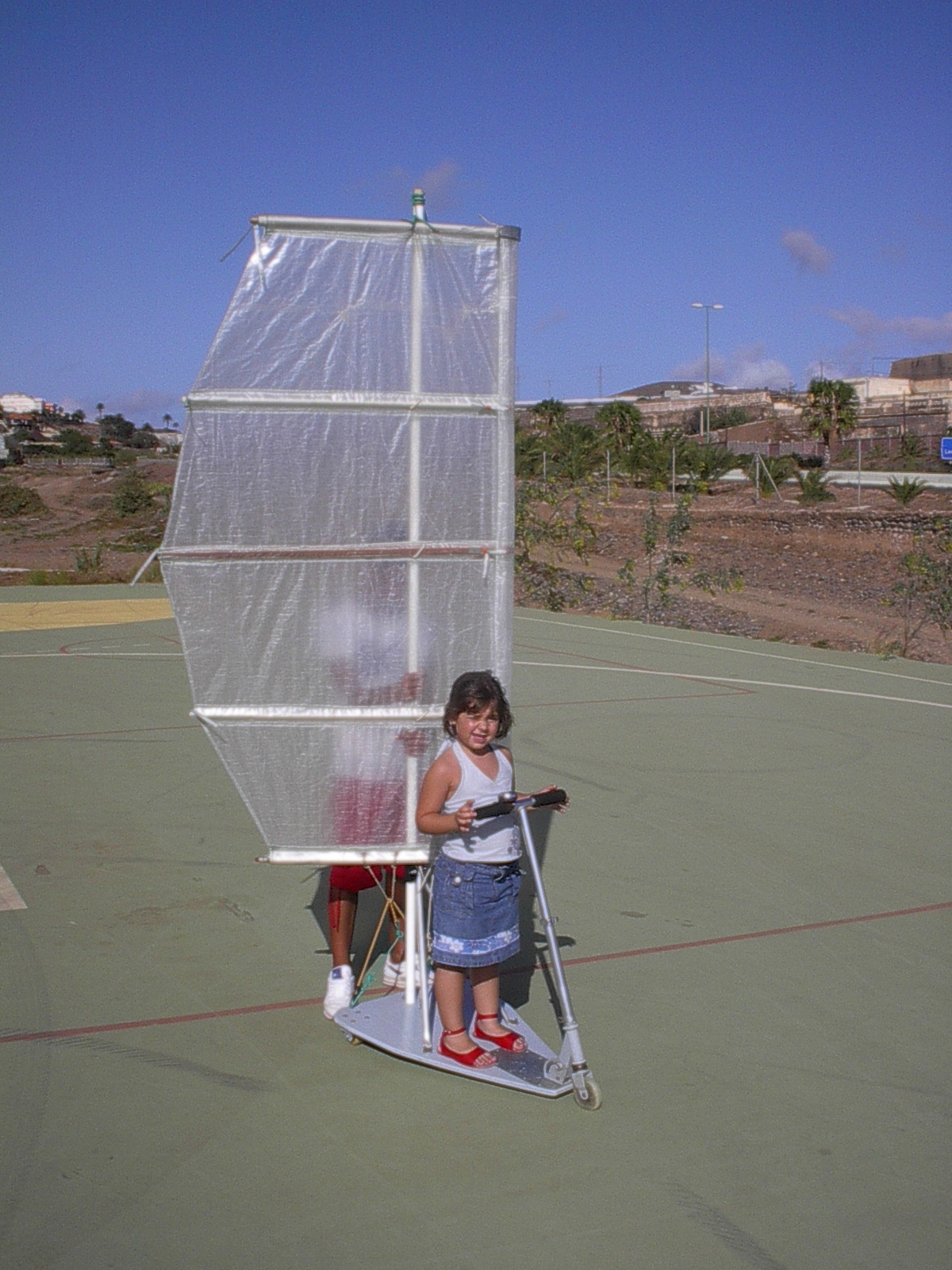
самокат с парусом
- трёхколёсный самокат Trikke

## Публикации
- Наталья Лебедева. Куда катимся. Российская газета (26 июля 2015). Дата обращения: 28 июля 2015.
- Лундовский С. С. Самокат… для взрослых // Моделист-конструктор : Журнал. — 1973. — № 8. — С. 13.